# Tuoba sudanensis
Tuoba sudanensis är en mångfotingart som först beskrevs av Lewis 1963.  Tuoba sudanensis ingår i släktet Tuoba och familjen storjordkrypare.
Artens utbredningsområde är Sudan. Inga underarter finns listade i Catalogue of Life.